# ディップス

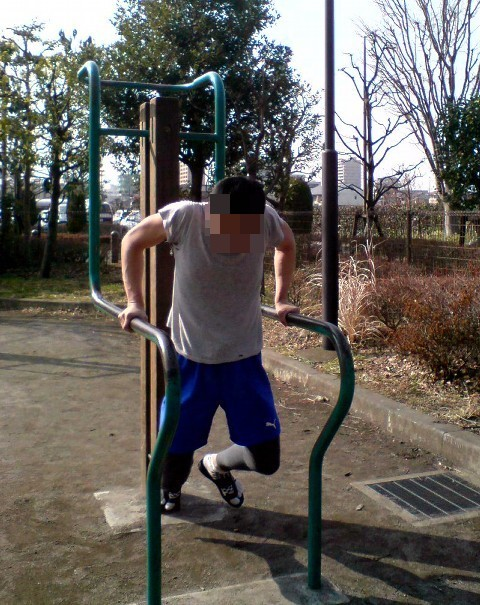
公園の遊具で行うディップス

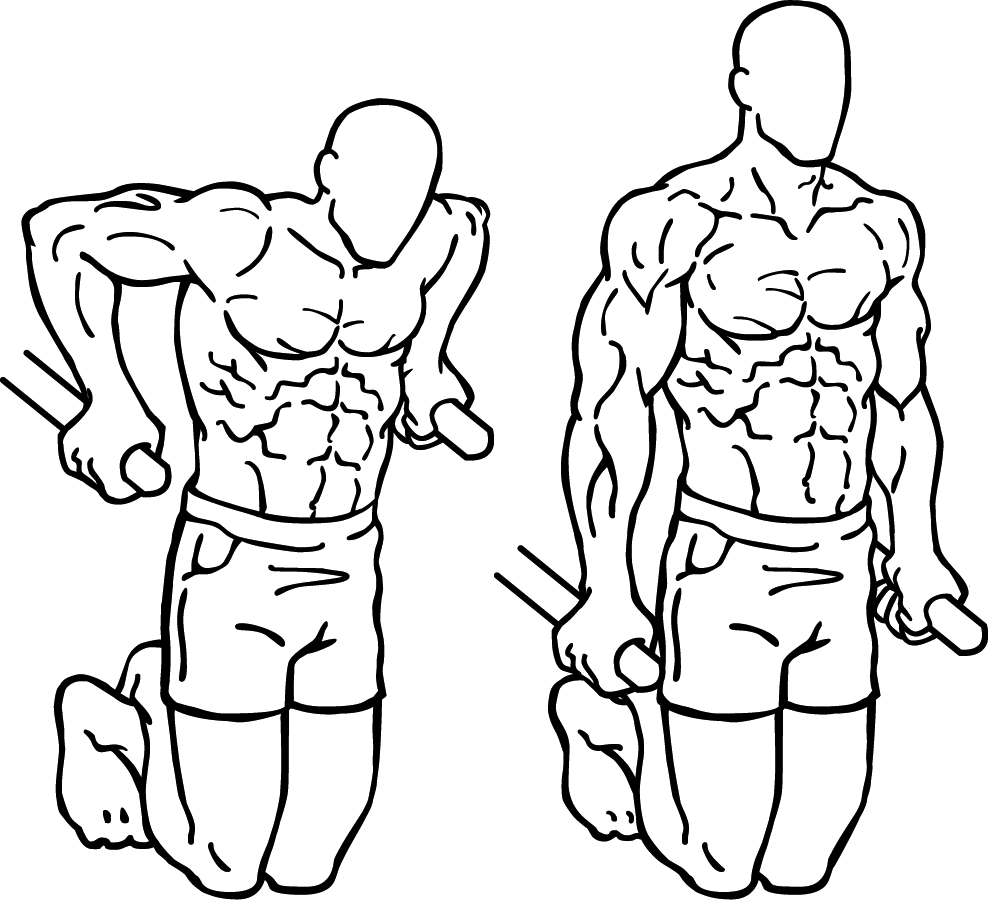
ディップス

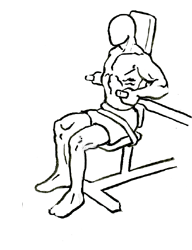
ディップス・マシン（開始）

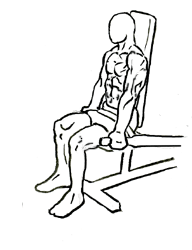
ディップス・マシン（終了）

ディップス（英語: dips）とは、筋力トレーニング、ウエイトトレーニングの種目。上腕三頭筋、大胸筋、三角筋を鍛える。ベンチプレス、腕立て伏せの運動のバリエーションのひとつといえる。
ワイドグリップでは大胸筋下部、ナローグリップでは上腕三頭筋に主に負荷がかかる。
腕を深く曲げ過ぎると広背筋の肉離れなどの怪我をすることがある。腕を曲げるのは直角程度までで、十分に効果が得られる。
ある程度の高さの台やバーに手を乗せ、自分の体を沈めて戻す動作を繰り返す。

## 具体的動作

### ワイド・ディップス
1. 両手で左右のバーを押さえ、脚を曲げて腕だけで体を支える。手幅は広くとり、上体はやや前傾させる。肘をやや外側に向ける。
2. 息を吐きながら腕を伸ばす。
3. 大胸筋が十分に収縮するのを感じ取ったら、息を吸いながら体が斜め前に下がるように意識して腕を曲げていく。
4. 2 - 3を繰り返す。

### ナロー・ディップス
1. 両手で左右のバーを押さえ、脚を曲げて腕だけで体を支える。手幅は狭くとり、上体は真っ直ぐに起こす。腋を締め、肘を後方に向ける。
2. 息を吐きながら腕を伸ばす。
3. 上腕三頭筋が十分に収縮するのを感じ取ったら、息を吸いながら体が垂直に下がるように意識して腕を曲げていく。
4. 2 - 3を繰り返す。